# Jack Doohan
Jack Doohan (n. 20 ianuarie 2003, Gold Coast, Queensland, Australia) este un pilot de Formula 1.